# The Coming of Angelo
The Coming of Angelo é um filme surdo norte-americano de 1914 em curta-metragem, dirigido por D. W. Griffith. O filme foi produzido pela Biograph Company e distribuído por General Film Company.